# جت‌های افغانستان
جت ها مردمانی دوره‌گرد و خانه به دوش هستند که مشغول کارهای غریبانه کم درآمد بوده با مشقات زندگی دست و پنجه نرم می‌نمایند. در تعریف جهانی جتها اقوام خانه بدوش هستند که در خانه غذای خودرا پخت‌وپز نمی‌کنند؛ ولی در حقیقت کلمه جت تنها مشخص به یک قوم نیست بلکه چندین قوم دوره گرد را می‌گویند که به شغل‌های غریبانه اشتغال داشته از آن طریق احتیاجات خودرا پوره می‌نمایند. زنان مردان و اطفال این طایفه‌ها خیلی تیزهوش ذکی می‌باشند.
کوچی‌ها هم نوع از دوره گردان مواشی هستند؛ که در تابستان در دامنه کوهای هندوکش و در زمستان در جنوب افغانستان پناه می‌برند. در مجموع حدود ۳میلون مردم افغانستان ضروریات زندگی خودرا از طریق شغل‌های دوره گردی بدست می‌آورند. در افغانستان گروه بزرگی از این طایفه‌ها هندی، کشمیری بعضی از آن‌ها در گذشته‌های خیلی دور از ممالک عربی ایران و آسیای میانه به اینجا آمده‌اند. ملیت جت هزار سال قبل از شمال هند به افغانستان سپس به کشورهای عربی روسیه اروپا و آفریقا مهاجرت نموده‌اند. شغل این اقوم کارگری و کشاورزی می‌باشد. در تعریف جاهای دیگر چنین آمده‌است. جتها در هندوستان و پاکستان نام طایفه‌ای است از اهل هنود و اکنون اغلب آن به اسلام شرف یافته‌اند. مردمان دلیر زحمت کش عادی و باشرف‌اند. در ایالت راجستان دهلی پنجاب زندگی دارند نفوس این ملیت در هند به ۸۳ میلون رسیده‌است. جتهای اروپائی یکی از اقوام قدیمی هند اروپائی هستند که در کوه‌های مجارستان و رومانی سکونت داشتند. کنون در سراسر اروپا جای گزین بوده دارای فرهنگ و لباس مخصوص می‌باشند. جتها معمولاً مسلمان سنی مذهب می‌باشند.

## طوایف که در افغانستان شناخته شده عبارتند از
1. غربت دارای سه شاخه‌اند فراهی کیانی سایه وان. این طایفه هندی نبوده بلکه ایرانی است.
2. شادی باز
3. وانگ والا
4. جلالی
5. پیکراخ
6. جاگاتی
7. موصلی
8. هندکوان یا هندکی
9. کوتانا
10. شیخ محمدی
11. قوال

- ۱۴ چلو یا چلی

1. جت بلوچی
2. جوگی بالکانی

## شغل
شغل این گروه‌ها معمولاً شباهت بین هم دارند. چوری گردنبند بزازی تار سوزن فروشی، طبابت، پیشگوئی، کهنه فروشی، آهنگری، دایره سازی، فال بینی، کف شناسی، غربال سازی، قفس حیوانات سازی، تکری سازی، درو گری، باد دادنی دانه، پایکوب دانه برنج، دست فروشی، کالا فروشی، گدائی، پینه دوزی بوت، کار گر زراعتی، فروش ابزار زراعتی، دریه سازی، فال بینی، چال بازی، شادی بازی، خرس بازی مداری و غیره می‌باشد.

## شغل مردان دوره گردان افغانستان
عبارتند از ساختن قفس پرندگان، دست گردانی، البسه فروش، دریه و فروش البسه، چال بازی، مارگیری، چرمگری، سگ خر اسپ فروشی، تکه فروشی، ندافی، پاکاری گندم و حبوبات، درو گری، چیدن میوه جات و غیره می‌باشد.

## زبان
ریشه اصلی زبان جتها سانسکریت و برخی زبان‌های بومی هند همچون گویش بنگالی و گجراتی است که به مرور با زبان دری و پشتو و گویش‌ها و لهجه‌های محلی منطقه آمیخته شده‌است. عده آنان هنوز هم در محاورات درون قومی خود از همین زبان استفاده می‌کنند. در بلوچستان نام طایفه عشایرنشین جت «jatt» ست که شغل گله داری شتر و فرهنگ خاص شترداری را می‌نماید بدین نام شهرت داشتند. متأسفانه طی سالیان اخیر به جزء بخشی‌هایی از جت‌های شهرستان چابهار در بین سایر جت‌های بلوچستان فرهنگ شتر و شتر داری رو به منسوخ شدن می‌رود.
شتر داری متداول‌ترین شغل طایفه جت «jatt»ها بوده از مهم‌ترین کانون پرورش شتر در بلوچستان منطقه دشتیاری و زرآباد می‌باشد محلات نیکشهر، کنارک، ایرانشهر، سرباز و خاش نیز در میان عشایر پرورش شتر و شترداری مرسوم بوده‌است و در حال حاضر از پرورش و خرید و فروش این حیوان در سایر نقاط بلوچستان خبری نیست و در برخی مناطق فقط به صورت انفرادی کاربرد دارد.

## اقوام شناخته شده در افغانستان

### ملیت موصلی
مردم موصلی در ولایت لغمان بودوباش داشته حدود یک تا سه فامیل موصلی درهر قریه جات علی شینگ و علینگار ولایت لغمان زندگی دارند. برخلاف دیگر اقوام گردشگر موصلی‌ها به کشت وکار زراعتی و کار گر زراعتی مشغولیت داشته در خانه‌های ثابت زندگی دارند. یک از وظایف این ملیت درو نمودن جمع‌آوری و غربال نمودن حاصلات تابستانی این ولایت می‌باشد. این فعالیت همه ساله توسط این مردم صورت میگرد. از پول که پیدا می‌نمایند از آن مصارف سالیانه خودرا می‌نمایند. علاوه بر این موصلی‌ها در فصل جمع‌آوری به کابل و کوهدامن نیز کار می‌نمایند. بنام کوهستانی یاد می‌شوند. زبان موصلی‌ها هندوکی یا هندوکشی است. جمعیت زیاد موسلی در پاکستان و هند زندگی دارند.

### ملیت غوربت
این طایفه در سراسر افغانستان زندگی دارند. نفوس این ملت حدود ۹۷۰۰ نفر می‌باشد که در حدود یک هزار فامیلی تثبیت گردیده‌است. این مردم‌ها در شهرهای بزرگ و روستاها زندگی دارند.. شغل مردم غوربت غربال سازی و دارو فروشی، پینه دوزی، تبادله مواشی، فروش لباس مردانه، و تکه‌های مردانه می‌باشد. خون گرفتن و جوگ از شغل عمده این ملیت می‌باشد. عده زیادی از این ملیت از سال ۱۹۷۰ به بعد این ملیت گردشگری را ترک نموده طور خیلی ناچیز ممکن وجود داشته باشد. مردم غربت به استثناء قندهار کثرا شیعه مذهب از ایران بدینجا هجرت نموده‌اند؛ ولی در اصل مردم هندی هستند. زبان این ملیت غربتی است. زبان مردم غربت را در هرات مگدی در کابل و قندهار قزله گی می‌باشد. این ملت با تغیرات نام در آسیای میانه ایران اروپا شمال آفریقا و شمال آمریکا زندگی دارند.

#### منشأ ملیت غربت
ملیت غربت یکی از ملیتهای هندی بوده دارای جلد تاریک چشمان سیاه می‌باشند. غربتهای رومانی نیز از این نسل می‌باشد که از مهاجران هند و اروپائی نامیده می‌شوند. طور عموم درجهان غربت را بنام‌های دماری و رومانی یاد می‌نمایند. زبان عربت و نو هاری هردو زبان غربت بوده بنام رومانی یاد می‌شود که یکی از زبان‌های شمالی هند آریائی هندوستان می‌باشد. در ایران بنام کولی نام بین‌المللی آن گوپسی می‌باشد.
نام غربت رومانی از کلمه هندی بنام دوم گرفته شده. سپس دوم به روم تبدیل گردیده‌است. دوم مردی از طبقه پائین را گویند که از راه رقص و آوازخوانی احتیاجات خودرا پوره کند. خود کلمه غربت از عربی گوربت گرفته شده که مشکلات معنی می‌دهد. عرب‌ها مردم غوربت را نوهار گویند که کنون بنام نوهاری یاد می‌شوند. غربتها در هند شغل موزیک رقاصی و رقص با حیوانات و پرندگان را اجرا نموده لقمه پیدا می‌نمودند. معابد هند این طایفه را از خود راند. این قوم در شرق و غرب پراکنده شده زبانشان با زبان‌های محل آمیزش نمود. غربتهای افغانی رانده شدگان شاه فارس است که در دشت‌های قندهار زندگی را آغاز نموده بودند سپس به هرات و در قرن بیست در مزار شریف یکجا زندگی داشتند.

#### زیر شاخه‌های ملیت غوربت
طایفه غوربت دارای سه شاخه‌اند.
- ۱. فراهی در جوار کابل و ۱۰۰ فامیلی در پیشاور زندگی دارند.

1. سایه وان که در قسمت شرقی افغانستان زندگی دارند.
2. کیهانی در غرب و در جنوب افغانستان زندگی دارند.

مردم سایه وان بخاطر دوره گرد شدند که ساکنین همجوار آن‌ها خانه‌های آن‌ها را خراب و خودشانرا از محیط راندند. مردمان غربت به اساس اینکه دروغ گو خیلی جنگره و غریب می‌باشند. این‌ها کار چرم‌گری را نیز می نمایند که دارای بوی و تعفن می‌باشد. مردم غربت کوشش می‌نمایند که هویت خودرا پت نمایند. بدین لحاظ این‌ها در قریه جات گذاره نموده نمی‌توانند. بعضاً در کابل آمده شغل و و هویت خودرا تغییر می‌دهند. عمده‌ترین فروش این مردم غربال و پوست می‌باشد. این مردم در تابستان دوره گردی نموده در زمستان در کمپ‌های خویش به ساختن پوست مشغول می‌باشند.

#### فرهنگ
غربتها مردمان سخت سر مقاوم در برابر روزگار می‌باشند. کمافی سایر ملت افغان مردم دلیر می‌باشند. این طایفه معمولاً در جوانی عروسی می‌کنند کمتر دیده شده که دو زن کنند. اگر زن دوم می‌نماید باید خیمه دوم را بنا کند. قبلاً این‌ها خودشان خیمه می‌ساختند ولی اکنون خیمه پاکستانی را خریداری می‌نمایند؛ که بهتر تر است. خیمه‌های زنان گرانتر از مردان می‌باشد. زیرا زنان این طایفه در فروش مال و چال زنی شهرت دارند. مردم غربت معمولاً یکطرف خیمه را طرف غرب مکه می‌بندند تا در اثنای خواب پای شان طرف مکه دراز نباشد. وقتی که ادرار می نمایندروی خودرا طرف مکه نمی‌گیرند.

### طایفه قوال
در لغت به معنی خوش صدا آواز خوان خوش صحبت معنی می‌دهد. در مفهوم قوال قوم هندی هستند که به موسیقی و آواز خوانی اشتغال دارند. گروه از این مردم موسیقی را ترک نموده به سایر شغل مشغولیت دارند. قوال‌ها زیاده در ولایت‌های مانند جلال‌آباد لغمان پکتیا خوست کابل لوگر زیست می‌نمایند. زیاده قوال‌ها در افغانستان به زبان پشتو صحبت می‌کنند. گروه محدود در شهرها به زبان دری صحبت می‌نمایند. مردان قوال آلات موزیک می‌سازند باجه سرنی دهل دوسره نیز می‌نوازند. زنان قوال نیز فعال بوده چوری فروشی تکه فروشی لوازم آرایش را در خانه‌ها بفروش می‌رسانند.

### جتهای بلوچستان
مردم بلوچ به پرورش دهندگان شتر جت «jatt» می‌گویند که جت‌ها خود یک طایفه مشهور هستندکه اولین طایفه‌ای بوده‌اند که به استان سیستان وبلوچستان آمده‌اند و در بعضی نقاط بلوچستان به صورت پراکنده سکنی گزیده‌اند.
اصیل‌ترین و پرتعدادترین جت «jatt»های بلوچستان در مناطق مختلف شهرهای چابهار سکونت دارند و بعد از آن تعداد زیادی نیز در منطقه توتان و مهمدان و بخش‌هایی از چاهان در جنوب شهرستان نیک شهر نیز در حال گذران زندگی هستند که هنوز تعداد انگشت شماری به شترداری مشغولند.
در بلوچستان نام طایفه عشایرنشین جت «jatt» همواره یادآور گله‌های شتر و فرهنگ خاص شترداری در میان این طایفه بوده‌است که متأسفانه طی سالیان اخیر به جزء بخشی‌هایی از جت‌های شهرستان چابهار در بین سایر جت‌های بلوچستان فرهنگ شتر و شتر داری رو به منسوخ شدن می‌رود.
شتر داری متداول‌ترین شغل طایفه جت «jatt»ها بوده از مهم‌ترین کانون پرورش شتر در بلوچستان منطقه دشتیاری و زرآباد می‌باشد و نیکشهر، کنارک، ایرانشهر، سرباز و خاش نیز در میان عشایر پرورش شتر و شترداری مرسوم بوده‌است و در حال حاضر از پرورش و خرید و فروش این حیوان در سایر نقاط استان خبری نیست و در برخی مناطق فقط به صورت انفرادی کاربرد دارد.

### جلالی
طایفه جلالی پیکراج شمال شرق افغانستان و شادی باز و وانگ والا شرقی افغانستان مردمان اصیل دیره اسماعیل خان و دیره غازی خان قسمت غربی دریای سند می‌باشند. قحطی و دشمنی باعث شد که عده کثیر این ملیتها سرزمین مادری خودرا رها نموده به افغانستان مهاجرت نمودند. کنون حدود ۵۰۰ نفر از جلالی گدا متجرب دست فروش و لباس فروش می‌باشند. حدود کمی از مردمان جلالی به تربیه شادی و شادی بازی مشغولیت دارند. خانم‌های جلالی دست‌فروشان میوه می‌باشند. جلالی‌های هرات و فراه برخلاف از جلالی‌های کورد شمرده می‌شوند. آن‌ها فرهنگ مالداری و زمین‌داری دارند.

### پیکراج
یکی از ملیت گردشگر بوده در کلاس جتهای شامل می‌باشند. مردمان پیکراج در سال ۱۹۷۰ در اثر خشونت و قحطی از مناطق غربی رود اندس دیره غازی خان و اسماعیل خان رانده شده بی خانه و سرگردان به افغانستان هجرت نمودند. این ملت در شهرهای تالقان قندوز مزار شریف میمنه زندگی می‌نمایند. مردان مردم پیکراج مشغول خرید و فروش خر اسپ و پتره‌گری ظروف چینی می‌باشند. زنان مردم پیکراج چوری فروشی می‌نمایند. دین آن اسلام سنی مذهب می‌باشند. زبان این طایفه اندکوان یا اندکی است.

### شادی باز
طایفه شادی باز یا شادی وان درکابل جلال‌آباد گردیز و شمال افغانستان زندگی دارند. طایفه شادی باز مشغول دوره گردی تکه بزازی مردانه فروش عطریات، تار و سوزن فروشی؛ نمایش دادن بازی خرس و شادی می‌باشند. زنان این طایفه چوری فروشی می‌نمایند. زبان این طایفه اندکوان یا اندکی است. دین آن اسلام سنی مذهب می‌باشند.

### وانگ والا
این طایفه را بنام چوری فروشان یاد می‌نمایند. این ملت زیاده در شرق افغانستان مرکز، بامیان دای کندی زندگی دارند. شغل این مردم چوری فروشی تار سوزن فروشی بزاری البسه مردانه بوده در ولایات جنوب هندوکش بامیان ارزگان قلات و شمال افغانستان بفروش می‌رسانند. بعضی از مردان این ملیت مارگیر بوده نیز به دفع مار گژدم و غوندل می‌پردازند. عده از این قوم کهنه زری کو فروشی، بوت و کالا را در کابل می‌نمایند. بعض شان دکان کهنه فروشی بوت لباس را دارند. علاوه بر این دارای شغل‌های چون میوه چینی درختان، دهقانی می‌باشد. این ملیت مسلمان می‌باشد دارای مذهب سنی بوده بزبان اندکوان و دری پشتو ازبکی صحبت می‌نمایند.

### کوتانا
یکی از اقوام گردشکر و دوره گرد افغانستان بشمار می‌رود. زبان این ملیت اندکوان دین اسلام مذهب حنفی می‌باشند. شغل این ملیت پاکاری گندم در فصل تابستان می‌باشد.